# Tân Hải (xã)
Tân Hải là một xã thuộc tỉnh Lâm Đồng, Việt Nam.

## Địa lý
Xã Tân Hải cách trung tâm thị xã khoảng 15 km dọc theo trục lộ đường 719, có vị trí địa lý:
- Phía đông và phía bắc giáp huyện Hàm Thuận Nam
- Phía tây giáp xã Tân Tiến
- Phía nam giáp Biển Đông.

Xã Tân Hải có diện tích 33,45 km², dân số năm 2022 là 9.751 người, mật độ dân số đạt 292 người/km².

## Hành chính
Xã Tân Hải được chia thành 6 thôn: Hiệp Lễ, Hiệp Trí, Hiệp Hoà, Hiệp Thành, Hiệp Thuận, Ba Đăng.

## Lịch sử
Trước năm 2005, Tân Hải là một xã thuộc huyện Hàm Tân.
Ngày 5 tháng 9 năm 2005, Chính phủ ban hành Nghị định số 114/2005/NĐ-CP về việc thành lập xã Tân Tiến trên cơ sở 4.171,50 ha diện tích tự nhiên và 9.183 nhân khẩu của xã Tân Hải.
Sau khi điều chỉnh địa giới hành chính thành lập xã Tân Tiến, xã Tân Hải còn lại 3.427 ha diện tích tự nhiên và 8.084 nhân khẩu.